# فرانز كاين
فرانز كاين (بالألمانية: Franz Kain)‏ هو صحفي وكاتب نمساوي، ولد في 10 يناير 1922 في Bad Goisern am Hallstättersee ‏ في النمسا، وتوفي في 27 أكتوبر 1997 في لينتس في النمسا.